# Piloto privado
O curso de piloto privado é o primeiro passo para quem quer se tornar um piloto de avião comercial. 
No Brasil, após o piloto-aluno terminar o curso, que tem duração aproximada de 4 meses, realiza-se uma prova na Agência Nacional de Aviação Civil (ANAC). Se o candidato passar no teste da ANAC, ele receberá o Certificado de Conhecimentos Teóricos. Com esse certificado, o piloto-aluno pode realizar as horas de voo (no mínimo, 40 horas). Ao concluir a quantidade mínima de horas de voo, o aluno irá fazer um voo de inspeção com um instrutor homologado pela ANAC e, se passar, ele poderá pilotar aviões privados em voos visuais (VFR), tanto diurnos quanto noturnos,  sem remuneração.
O curso teórico aborda as seguintes matérias:
- Navegação aérea.
- Aeronaves
- motores .
- Aerodinâmica
- Regulamentos de tráfego aéreo.
- Meteorologia